# Jéssica Lechuga i Godínez
Jéssica Lechuga Godínez (Barcelona, 16 de juliol de 1987) és una jugadora de corfbol catalana.
Formada al CK Badalona La Rotllana, va aconseguir l'ascens a la primera divisió catalana el 2007. La temporada 2009-10 va fitxar pel CK Vallparadís amb el qual va guanyar tres Europa Shield, cinc Lligues catalanes, sis Copes de Catalunya i tres Supercopes catalanes. Amb la selecció catalana ha sigut internacional en trenta-nou ocasions des de l'any 2010. Hi va participar en els Campionats del Món de 2015 i 2019, i als d'Europa de 2014, 2016 i 2018, destacant la medalla de bronze aconseguida a l'Europeu de 2016.
Entre d'altres reconeixements, va ser escollida com millor jugadora de corfbol a la Gala de la Federació Catalana de Korfbal del 2015.

## Palmarès
Clubs
- 3 Europa Shield de corfbol: 2008-09, 2010-11, 2012-13
- 5 Lligues Catalanes de corfbol: 2010-11, 2013-14, 2014-15, 2015-16, 2016-17
- 6 Copes de Catalunya de corfbol: 2006-07, 2013-14, 2014-15, 2015-16, 2016-17, 2018-19
- 3 Supercopes Catalanes de corfbol: 2014-15, 2016-17, 2017-18

Selecció catalana
- 1 medalla de bronze al Campionat d'Europa de corfbol: 2016